# Phycomyces nitens
Phycomyces nitens är en svampart som först beskrevs av Carl Adolph Agardh, och fick sitt nu gällande namn av Kunze 1823. Phycomyces nitens ingår i släktet Phycomyces och familjen Phycomycetaceae.   Inga underarter finns listade i Catalogue of Life.